# Lužani (Gradiška)
Lužani (en cirílico: Лужани) es una aldea de la municipalidad de Gradiška, Republika Srpska, Bosnia y Herzegovina.

## Población
| Composición de la Población - Aldea de Lužani | Composición de la Población - Aldea de Lužani | Composición de la Población - Aldea de Lužani | Composición de la Población - Aldea de Lužani | Composición de la Población - Aldea de Lužani |
| --------------------------------------------- | --------------------------------------------- | --------------------------------------------- | --------------------------------------------- | --------------------------------------------- |
|                                               | 2013                                          | 1991                                          | 1981                                          | 1971                                          |
| Total                                         | 275                                           | 275 (100,0%)                                  | 303 (100,0%)                                  | 315 (100,0%)                                  |
| Varones                                       | 112                                           | -                                             | -                                             | -                                             |
| Mujeres                                       | 130                                           | -                                             | -                                             | -                                             |
| Bosniacos                                     | -                                             | -                                             | -                                             | -                                             |
| Serbios                                       | 235                                           | 255 (92,73%)                                  | 255 (84,16%)                                  | 301 (95,56%)                                  |
| Croatas                                       | 4                                             | 8 (2,909%)                                    | 7 (2,310%)                                    | 13 (4,127%)                                   |
| Bosnio                                        | -                                             | -                                             | -                                             | -                                             |
| Musulmanes                                    | -                                             | -                                             | -                                             | -                                             |
| Gitanos                                       | -                                             | -                                             | -                                             | -                                             |
| Bosnio Herzegovino                            | -                                             | -                                             | -                                             | -                                             |
| Macedonios                                    | -                                             | -                                             | -                                             | -                                             |
| Albaneses                                     | -                                             | -                                             | -                                             | -                                             |
| Yugoslavos                                    | -                                             | 10 (3,636%)                                   | 41 (13,53%)                                   |                                               |
| Ukranianos                                    | -                                             | -                                             | -                                             | -                                             |
| Montenegrinos                                 | -                                             | -                                             | -                                             | -                                             |
| Eslovenos                                     | -                                             | -                                             | -                                             | -                                             |
| Ortodoxos                                     | -                                             | -                                             | -                                             | -                                             |
| Otros                                         | -                                             | 2 (0,727%)                                    | -                                             | 1 (0,317%)                                    |
| Sin declarar                                  | 1                                             | -                                             | -                                             | -                                             |
| Desconocidos                                  | -                                             | -                                             | -                                             | -                                             |